# Punta de Vacas
Punta de Vacas is een plaats in het Argentijnse bestuurlijke gebied Las Heras in de provincie Mendoza. De plaats telt 47 inwoners.